# Falcon Mesa
Falcon Mesa statisztikai település az USA Texas államában, Zapata megyében. Lakosainak száma 523 fő (2020. április 1.).

## Népesség
A település népességének változása:

| 2010 | 405 |
| 2020 | 523 |